# Judit Polgár
Judit Polgár (Budapest, 23 luglio 1976) è una scacchista ungherese, Grande Maestro.
Considerata da molti la miglior giocatrice donna nella storia degli scacchi, ha infranto numerosi record scacchistici femminili ed assoluti. È stata la più giovane scacchista a entrare nella lista dei migliori 100 giocatori di scacchi al mondo all'età di soli 12 anni ed anche l'unica donna ad essere entrata a far parte della top ten e ad aver preso parte ad una competizione valevole per il titolo di campione del mondo di scacchi, partecipando al campionato del mondo del 2005 organizzato dalla FIDE.
Nel 1991 ha conquistato il titolo di grande maestro all'età di 15 anni, 4 mesi e 28 giorni, diventando la persona più giovane fino ad allora ad aver ottenuto tale titolo (il precedente record era di Bobby Fischer). Nel 1994 tale primato le è stato tolto dal connazionale Péter Lékó, con un'età di 14 anni, 4 mesi e 22 giorni. Il 12 agosto 2014 ha annunciato in un'intervista rilasciata al Times durante le Olimpiadi di Tromsø il suo ritiro dagli scacchi agonistici.

## Biografia
Judit, unitamente alle sue due sorelle maggiori Zsuzsa (Grande Maestro) e Zsófia (Maestro Internazionale), fece parte di un percorso educativo portato avanti dal padre László Polgár, psicologo intenzionato a dimostrare che un bambino può ottenere risultati eccezionali se allenato fin da piccolo in un certo campo. Il suo motto era: La genialità si crea, non nasce da sola. Insieme alla moglie Klara, linguista ucraina, hanno educato le loro figlie a casa specializzandole negli scacchi, preferiti alle lingue e alla matematica per la presenza di indici obiettivi di riferimento, quale il punteggio Elo usato dalla FIDE per classificare i giocatori.

## Carriera scacchistica
Al contrario delle sorelle, Judit non ha mai partecipato ai tornei femminili, non avendo mai nascosto che il suo obiettivo era il titolo di campione del mondo di scacchi. Nella sua carriera è riuscita a sconfiggere molti campioni titolati quali Garri Kasparov (usando una tattica da lui stesso usata in precedenza), Veselin Topalov, Vladimir Kramnik, Anatolij Karpov, Viswanathan Anand e Magnus Carlsen. A 10 anni sconfisse il Maestro Internazionale Dolfi Drimer e a 11 anni il Grande Maestro Vladimir Kovacevic.

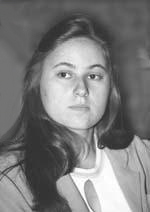
Judit Polgár nel 2004

Nel 2003 al torneo di Wijk aan Zee ha ottenuto il secondo posto assoluto senza nessuna sconfitta, arrivando mezzo punto sotto Viswanathan Anand e un punto sopra Vladimir Kramnik. Nel 2005 (dopo l'assenza per la prima maternità) partecipa al torneo Corus di Wijk aan Zee e a quello di Sofia in Bulgaria, dove arriva terza. Quindi partecipa, prima donna al mondo, al torneo dei candidati, ma senza qualificarsi. Nel luglio del 2005 raggiunge il suo massimo punteggio Elo di 2 735 punti, l'ottavo al mondo.
Dopo un periodo di assenza dalle gare dovuto alla seconda maternità, nell'ottobre del 2006 è tornata a giocare, vincendo a pari merito con 4,5 su 6 il Torneo quadrangolare Essent, a Hoogeveen nei Paesi Bassi, battendo per due volte Veselin Topalov. Nel maggio-giugno del 2007 ha partecipato di nuovo al torneo dei candidati, ma è stata eliminata da Evgenij Bareev per 3,5 a 2,5. A gennaio 2009 è al 36º posto nella classifica FIDE con un punteggio di 2 693 punti.
Prima di aver compiuto 13 anni, è entrata nella classifica dei primi 100 giocatori migliori del mondo, tanto che il British Chess Magazine dichiarò: «I risultati recenti conseguiti da Judit Polgár fanno sembrare le imprese di Fischer e Kasparov meno sensazionali considerato che sono state ottenuti alla stessa età».
Il Grande Maestro inglese Nigel Short ha definito Polgár «una delle tre o quattro prodigi della storia degli scacchi». Tuttavia Garri Kasparov nel 1989 dichiarò: «ha molto talento negli scacchi, ma dopotutto è una donna. Tutto si riduce alle imperfezioni della psiche femminile. Nessuna donna può sostenere una battaglia prolungata». Successivamente però, dopo avere perso una partita al gioco rapido contro la Polgár nel 2002, Kasparov cambiò idea: «le Polgár hanno dimostrato che non ci sono limitazioni intrinseche alle loro capacità: un'idea che molti scacchisti rifiutarono di accettare, fino a quando non furono schiacciati senza troppe cerimonie da una dodicenne con la coda di cavallo».

## Vita privata
Mentre Zsófia è emigrata prima in Israele e poi in Canada e Zsuzsa negli USA, Judit è rimasta in Ungheria dove si è sposata con Gusztáv Fonts, un medico veterinario di Budapest. Nel 2004 è diventata mamma di un bambino, Olivér, e nel luglio del 2006 di una bambina, Hanna.